# رابتوريكس
رابتوريكس Raptorex هو جنس من الديناصورات الثيروبودية الصغيرة اللاحمة من فصيلة تيرانوصوريات وصف هذا الجنس من قبل سيرينو وزملائه معنى الاسم رابتوريكس الملك السارق او السارق الملك عاش رابتوريكس في العصر الطباشيري المتأخر.